# INUWASI
INUWASI（イヌワシ）は、日本の女性アイドルグループ。MAPLE INC.所属。2020年2月デビュー。

## 概要
MAPLE INC.（広島市）プロデュースの第4弾ユニットで、東京を拠点に活動。犬と鷲の融合「ハイブリッドラプター」をイメージに、衣装は黒いアイドルユニット。サウンドプロデューサーは、広島を拠点に活動を行うマツモトマサヤで、初期全ての楽曲制作を行っている。

## 来歴

### 2020年
- 2月9日 赤坂BLITZ #ぱりぱりみゅーじっくでお披露目
- 2月15日 マツモトマサヤがサウンドプロデューサー辞退表明
- 3月3日 はのんまゆが雑誌「週刊SPA!」3月10日号で初水着グラビア掲載[1]
- 11月30日 初のミニアルバム「Aquler」発売
- 12月21日 はのんまゆのTwitterアカウントがロックされる
- 12月29日 MAPLE INC. 主催イベント「The end of Two thousand twenty」にて、2ndミニアルバム「Thanatos」を翌年3月16日に発売することを発表
- 12月31日 はのんまゆのTwitterアカウントのロックが解除される

### 2021年
- 1月22日 雑誌MARQUEEに撮り下ろし写真と前作「Aquler」についてやINUWASI加入のきっかけ、新譜「Thanatos」についてのインタビューを掲載
- 2月9日 INUWASI 1st Anniversary live - BORDER - を渋谷DIVEにて開催
- 2月27日 日本テレビ「バズリズム02」出演 ルーレッ撮るライブで鷹にカメラを装着して撮影した
- 3月16日 INUWASI 2nd MINI ALBUM「Thanatos」発売
- 3月18日 ファミリーマートの店内放送「ミックスファム with your voice」で INUWASIの「holy」がオンエアされる
- 4月4日 Veats渋谷にて1stワンマンライブ「INUWASI 1st Oneman Live "INUWASI"」開催
- 5月1日 東名阪単独ツアー INUWASI 1st Live Tour "PARADE" 東京渋谷DESEOにて開催

- 5月11日 はのんまゆの新型コロナウイルス陽性反応により5月26日まで活動自粛
- 5月27日 INUWASI復帰ライブ「Malcolm Mask McLaren×INUWASI FREE LIVE」開催
- 7月31日 写真集「cosplay of Nurse」にはのんまゆの参加発表
- 10月21日 tvk「音楽缶」の10月度エンディングテーマに、INUWASIの「ネバーエンディング」が選ばれる
- 10月30日 日本テレビ「バズリズム02」にてINUWASI「ネバーエンディング」のMVが公開される
- 11月2日 INUWASI 1st フルアルバム「DUTY」発売され、オリコンアルバムデイリーチャート3位獲得
- 11月2日 音楽ナタリーでINUWASI 1st フルアルバム「DUTY」発売記念インタビューが掲載される

### 2022年
- 1月3日 MOSHIMOの新曲「心願成就」のMUSIC VIDEOにはのんまゆが出演
- 2月28日 雑誌「アイドルヴィレッジ4月号」表紙と巻頭にINUWASIが登場
- 3月29日 INUWASI 3rd MINI ALBUM「天秤」発売
- 6月28日ソロTIFうたチャンですずめが優勝し、TIF2022でソロステージを獲得する。
- 7月26日、「週刊SPA!×TIF2022水着でアイドル頂上決戦」において、はのんまゆがグループ代表として選出[2]。週刊SPA!（同年8月9日号）にてグラビアが掲載される[2]。
- 8月1日、「渚にまつわるエトセトラ」のすずめCoverがデジタルリリースされる。
- 12月6日出川哲朗さんが出演するブルボンのプチシリーズの新テレビCMに、すずめがメイド役で出演。

### 2023年
- 1月5日 初の冠ラジオ番組である「INUWASIの狗電信」の放送が開始[3]
- 2月6日 LIQUIDROOMにて、INUWASI Tokyo Oneman Tour〝 N 〟開催。チケットSOLD OUT
- 5月27日 SHIBUYA CLUB QUATTROにて、INUWASI Tokyo Oneman Tour〝 W 〟開催。チケットSOLD OUT
- 8月14日 新宿BLAZEにて、INUWASI Tokyo Oneman Tour〝 S 〟開催。チケットSOLD OUT
- 10月23日 第1章が完結したことと、翌年から第2章の幕が開けることを発表[4]。
- 10月23日 Spotify O-EASTにてINUWASI Tokyo Oneman Tour THE FINAL〝 INWS 〟開催。チケットSOLD OUT。

### 2024年
- 2月4日 日比谷公園大音楽堂にて、INUWASI 4th Anniversary Live〝 狗野音 〟開催。
- 2月18日 WWWXにてINUWASI LIVE TOUR 2024〝 狗鷲 〟チケットSOLD OUTでツアー初日を迎える。
- 3月18日  「ヤングマガジン」にはのんまゆが掲載。
- 3月24日 台湾にて初の海外公演を行う[5]
- 4月15日 Zepp Shinjuku (TOKYO)にてINUWASI LIVE TOUR 2024〝 狗鷲 〟を開催。チケットSOLD OUT。
- 5月3日 恵比寿CreAtoにて INUWASI 初志貫徹 MINI TOUR 2024〝初〟を開催。
- 5月16日  CLUB CRAWLにて INUWASI 初志貫徹 MINI TOUR 2024〝志〟を開催。
- 5月29日  SHIBUYA DIVEにて INUWASI 初志貫徹 MINI TOUR 2024〝貫〟を開催。
- 5月31日 ライブアイドルオンリー誌「FAVE」表紙&巻頭にはのんまゆが掲載。
- 6月6日  Milkywayにて INUWASI 初志貫徹 MINI TOUR 2024〝徹〟を開催。

## メンバー
| 名前           | 役割 | 誕生日   | 備考                                      |
| -------------- | ---- | -------- | ----------------------------------------- |
| ライカ         | 隊長 | 2月14日  | 元ヲルタナティヴ 柊木ハツミから改名       |
| がるむ         |      | 11月29日 | 元ヲルタナティヴ 鈴屋もずくから改名       |
| はのんまゆ     |      | 8月8日   | 147㌢の黒髪ボブ 元Melty Hz                |
| カリヲリ       |      | 7月31日  | 想像妊娠中                                |
| すずめ         |      | 12月21日 | 最年少の黒髪ロング                        |
| 六椛（りっか） |      | 3月21日  | - 2025年3月17日加入 - 元マグメル-MagMell- |

### 旧メンバー
| 名前 | 役割 | 誕生日  | 備考                                                                                 |
| ---- | ---- | ------- | ------------------------------------------------------------------------------------ |
| イヴ |      | 10月3日 | - 2025年3月15日卒業 - デビュー前にテレビ朝日の番組「謎の光にお邪魔します」に出演した |

## 作品

### アルバム
| # | 発売日         | タイトル | 収録曲 |
| - | -------------- | -------- | --- |
| 1 | 2020年11月30日 | Aqular   | 1. crier 2. Just The Face No The Faith 3. ケルベゾイド 4. Fay-Tan 5. サバトと砂漠 6. All I Know |
| 2 | 2021年3月16日  | Thanatos | 1. バントシェンナ 2. in flames 3. Hades 4. budh 5. holy |
| 3 | 2021年11月02日 | DUTY     | 1. ネバーエンディング 2. Lapse 3. Axenxion 4. setsuna 5. Darkness 6. 黎明ノ昊 7. eyelid 8. Israfil 9. Hello Anonymous 10. monotonous 11. Beyond Goodbye 12. The Season is Like You 13. Emo. 14. Mother Earth |
| 4 | 2022年3月29日  | 天秤     | 1. ストリングスウォーズ 2. Planetes 3. Altair 4. Soaring 5. memento 6. 別れ道 |

### 配信アルバム
| # | 発売日        | タイトル          | 収録曲 |
| - | ------------- | ----------------- | --- |
| 1 | 2021年8月30日 | chimera           | 1. setsuna 2. Israfil 3. monotonous 4. Darkness 5. 黎明ノ昊 6. Axenxion |
| 2 | 2023年3月27日 | Tranxend          | 1. shyness 2. Over the traces 3. Star cloud 4. Isolation 5. All I Know (Rearrange) 6. Endless 7. eclipse 8. Break up notion 9. Sky Flower 10. ネバーエンディング (Live Arrange) |
| 3 | 2023年9月23日 | Revive Your Faith | 1. Hyper Nova 2. Strange Core 3. サクリファイス 4. クレバス 5. REONE |

### 配信シングル
- ERMA（2022年6月30日）
  1. Rapture
  2. ERMA
- X.O.S（2022年7月29日）
- Fike in the light（2022年8月31日）
  1. Fike in the light
  2. Landscape
- Hyper Nova（2023年7月31日）
- クレバス（2023年7月31日）
- Strange Core（2023年8月31日）
- King of Innocence（2024年3月31日）
- The Ghost（2024年4月16日）
- Dear the own（2024年5月30日）
- Shadows Core：World of Unreal（2024年6月23日）
  1. Shadows Core
  2. World of Unreal
- Reflection（2024年7月20日）

### アルバム未収録初期曲
| タイトル           | 備考            |
| ------------------ | --------------- |
| The Last Song      | オープニング SE |
| A Bone Has No Name |                 |
| 透明になる         |                 |
| クラドニカ         |                 |
| 不燃ごみ見聞録     |                 |

## 出演

### イベント・ライブ
2020年
- 2月9日 赤坂BLITZ #ぱりぱりみゅーじっくでお披露目
- 2月23日 初の主催イベント「INUWASI presents - HUNTER -」開催
- 2月24日 初の主催ワンマンイベント「INUWASI presents - FREE HUNT -」開催
- 3月20日 主催イベント「INUWASI birthday live - ライカ -」渋谷CLUB CRAWLで開催
- 6月13日 主催配信イベント「INUWASI presents - FREE HUNT ONLINE -」開催
- 7月4日 主催有観客&配信イベント「 INUWASI Restart Live - UZUMAKI -」開催
- 8月1日 主催イベント「 INUWASI birthday live - カリヲリ - 」開催
- 8月3日 主催120分イベント「INUWASI - Restart Live “ MINORITY ”」開催
- 8月8日 主催イベント「 INUWASI birthday live - はのんまゆ - 」開催
- 8月9日 デビュー半年記念の主催イベント「 INUWASI Black Spread Live - AQUILA -」開催
- 9月5日 主催120分イベント「INUWASI 120 minutes live “MINORITYY”」開催  公式ツイッターのフォロワーが10名増えないと次の曲に進めない企画第2弾
- 9月13日 主催イベント「 INUWASI presents - HUNTER - 」開催
- 9月20日 主催イベント「 INUWASI Turning live - Raptors - supported by club asia」開催
- 10月3日 名古屋での初主催イベント「 INUWASI nagoya 1st live - REAL - 」開催
- 10月10日 主催イベント「 INUWASI birthday live - イヴ - 」開催
- 2020年11月10日 主催イベント「 INUWASI presents - NIGHT HUNTER - 」開催
- 11月29日 主催イベント「 INUWASI birthday live - がるむ - 」開催
- 12月20日 主催イベント「 INUWASI birthday live - すずめ - 」開催

2021年
- 1月9日 主催イベント「 INUWASI presents - Manifest - 」開催
- 1月30日 新宿BLAZEにて主催イベント「GHOST」開催
- 2月9日 INUWASI 1st Anniversary live - BORDER - を渋谷DIVEにて開催 Sチケットにはメモリアルマフラータオル付き
- 2月14日 恵比寿CreAtoにて主催イベント「 INUWASI birthday live - ライカ - 」開催
- 2月28日 MAPLE INC.主催イベント「 MAPLE INC. Presents - TRINITY - 」開催
- 3月16日 INUWASI 2nd MINI ALBUM「Thanatos」発売
- 2021年4月4日 Veats渋谷にて1stワンマンライブ「 INUWASI 1st Oneman Live "INUWASI"」開催
- 5月1日 東名阪単独ツアー INUWASI 1st Live Tour "PARADE" 東京渋谷DESEOにて開催
- 5月6日 春のTOKYO GRAVURE IDOL FESTIVAL ONLINE 2021にはのんまゆが出場
- 5月27日 INUWASI復帰ライブ「Malcolm Mask McLaren×INUWASI FREE LIVE」開催
- 5月29日 東名阪単独ツアー INUWASI 1st Live Tour "PARADE" 名古屋RAD HALLにて開催
- 5月30日 東名阪単独ツアー INUWASI 1st Live Tour "PARADE" 大阪ROCK TOWNにて開催予定もCOVID-19の影響で中止となる
- 6月12日 東名阪単独ツアー INUWASI 1st Live Tour "PARADE" ファイナル東京代官山UNITにて開催
- 7月24日 MAPLE INC.主催イベント「MAPLE INC. SUMMER LIVE 2021」を渋谷Studio Wにて開催
- 7月25日 主催イベントINUWASI Free Live「 狗夏 」をSOUND MUSEUM VISIONにて開催
- 8月1日 主催ライブ 「INUWASI birthday live - カリヲリ -」を恵比寿CreAtoにて開催
- 8月1日 主催ライブ 「INUWASI birthday live - はのんまゆ -」を恵比寿CreAtoにて開催
- 8月29日 主催ライブ INUWASI Free Live 「夏鷲」を渋谷SOUND MUSEUM VISIONにて開催
- 10月2日 TOKYO GRAVURE IDOL FESTIVAL ONLINE 2021にはのんまゆが出演
- 10月2日 主催ライブ 「INUWASI birthday live - イヴ -」を渋谷eggmanにて開催
- 10月3日 主催ライブ INUWASI Free Live「秋鷲」Day & Nightの2回を渋谷Studio Wにて開催
- 10月9日 東名阪単独ツアー INUWASI Live Tour "JUSTIZ" 東京TSUTAYA O-crestにて開催
- 11月13日 東名阪単独ツアー INUWASI Live Tour "JUSTIZ" 大阪ROCKTOWNにて開催
- 11月14日 東名阪単独ツアー INUWASI Live Tour "JUSTIZ" 名古屋SPADE BOXにて開催
- 11月23日 主催ライブ 「INUWASI birthday live - がるむ -」を渋谷Milkywayにて開催
- 11月28日 東名阪単独ツアー INUWASI Live Tour "JUSTIZ" ファイナル 東京 下北沢シャングリラにて開催
- 12月25日 主催ライブ 「INUWASI birthday live - すずめ -」を渋谷Milkywayにて開催
- 12月30日 主催ライブ INUWASI Free Live 「狗納 - 2021年忘年会SP -」を渋谷Spotify O-WESTにて開催

2022年
- 1月9日 主催ライブ INUWASI Free Live「狗詣」を渋谷RINGにて開催
- 2022年2月12日 主催ライブ 「INUWASI birthday live - ライカ -」を渋谷Milkywayにて開催

### ウェブ配信番組
- AbemaTV「矢口真里の火曜 The NIGHT」（2021年3月17日「ホウ・レン・ソウ」コーナーにライカ・はのんまゆ出演[6]、2022年3月23日、ABEMA）
- SHOWROOM「@JAMトークバラエティー"ドルバナ"」（2022年1月25日 はのんまゆ出演）

### テレビ番組
- 日本テレビ「バズリズム02」(2021年2月27日 ルーレッ撮るライブで鷹にカメラを装着して撮影した)
- tvk「13分のステージ」（2021年3月5・12日 ）
- tvk「関内デビル」（2021年3月16日 がるむ、すずめ出演）
- 日テレ「1億人の大質問!?笑ってコラえて！」（2024年5月8日 街頭ロケRAIKAのみ）
- CSテレ朝チャンネル1「INUWASIのカワイイ娘には○○させよ」（2024年5月25日：2024年3月27日 パフォーマンスバトル「生放送だよ！アイドルお宝くじ vol. 2」で優勝したINUWASIのご褒美特番）

### ラジオ番組
- InterFM897「rock field 897」（2021年3月1日 ライカ・はのんまゆ・カリヲリ出演、8日 がるむ・カリヲリ・すずめ出演）
- FM NACK5「ラジオのアナ〜ラジアナ まな板SHOW・TIME！」（2021年3月17日 カリヲリ出演）
- ファミリーマート店内放送「ミックスファム with your voice」（2021年3月18日「holy」がオンエアされる）
- FM FUJI「Devil ANTHEM.の「でびラジ」」（2022年10月14日 すずめ出演、2024年1月12日 すずめ出演）

## 書籍

### 写真集

#### モデル
- Cosplay of Nurse（2022年2月22日、メタ・ブレーン、撮影：須崎祐次）ISBN 978-4910546032　はのんまゆのみ